# Phare de Prong
Le phare de Prong est un phare situé à l’extrémité sud de Bombay (aujourd’hui Mumbai), en Inde, dans la région de Colaba (Navy Nagar). Il a été construit en 1875 par Thomas Ormiston au prix de 620255 roupies. Il s’agit d’une tour circulaire de 41 mètres de haut avec une base de 23 mètres de diamètre. Le faisceau peut être vu à une distance de 30 kilomètres (19 milles marins). C’est l’un des trois phares de la ville. La tour est peinte en trois bandes horizontales, respectivement rouge, blanche et noire. Pendant la domination britannique, le phare avait un canon pour sécuriser la baie. Le phare a un accès restreint car il est terrain militaire. Il n’est accessible qu’à marée basse avec une autorisation spéciale de la marine indienne.